# پیتزا (زبان برنامه‌نویسی)
زبان برنامه‌نویسی پیتزا یک سورس باز از زبان برنامه نویسی جاوا با خصوصیات جدید ذیل است:
- عمومی
- تابع اشاره گرها
- کلاس‌های وضعیت و الگوی تطبیق (a. k. a انواع جبری)

در آگوست ۲۰۰۱ توسعه دهنده‌ها یک مفسر قابل کار کردن با جاوا ساختند. بیشتر برنامه‌های پیتزا می‌توانند در یک محیط جاوا اجرا شوند اما در موارد خاص سبب مشکلات می‌شوند.
کار با پیتزا حدود سال ۲۰۰۲ متوقف شد. ممکن است توسعه دهنده‌ها به جای آن روی پروژهٔ Gj تمرکز کرده باشند. یک کوشش دیگر به منظور اضافه کردن نوعی به جاوا انجام شد که سرانجام به زبان رسمی ورژن ۱٫۵ نامگذاری شد.
الگوی تطبیق و بقیه تابع‌های برنامه نویسی شبیه خصوصیات، به توسعه در زبان برنامه‌نویسی اسکالا کمک کرده‌اند. مارتین ادرسکای اظهار داشته: "ما قصد کامل کردن تابعو شی گرویده را داشتیم تا اینکه قبل از زبان پیتزا با تلاش پیوسته‌ای که انجام دادیم من فکر می‌کنم ما در اسکالا به یک صافکار یکپارچه رسیدیم."

## نمونه کد
```
public
 
final
 
class
 
Main

{

  
public
 
int
 
main
(
String
 
args
[]
)

  
{

    
System
.
out
.
println
(
    
new
 
Lines
(
new
 
DataInputStream
(
System
.
in
))

        
.
takeWhile
(
nonEmpty
)

        
.
map
(
fun
(
String
 
s
)
 
->
 
int
 
{
 
return
 
Integer
.
parseInt
(
s
);
 
})

        
.
reduceLeft
(
0
,
 
fun
(
int
 
x
,
 
int
 
y
)
 
->
 
int
 
{
 
return
 
x
 
+
 
y
;
 
}));

  
}

}

```